# 후시미 표현
후시미 표현(영어: Husimi representation)이란 양자 조화 진동자의 (일반적으로 섞인) 상태를 그 상태가 특정한 결맞는 상태일 확률로 나타내는 표현이다. 대개 기호 {\displaystyle Q}로 나타낸다.

## 역사
이론물리학자 후시미 고지(일본어: 伏見康治)가 1940년에 도입하였다.

## 정의
후시미 표현 {\displaystyle Q(\alpha )}는 다음과 같이 정의한다.
{\displaystyle Q(\alpha )={\frac {1}{\pi }}\langle \alpha |\rho |\alpha \rangle ,}
여기서 {\displaystyle |\alpha \rangle }는 결맞는 상태다. 이는
{\displaystyle \int Q(\alpha )\,d\alpha ^{2}=1}
을 만족하며, 또 항상 양의 값을 지닌다. 즉
{\displaystyle 0\leq Q(\alpha )\leq {\frac {1}{\pi }}}
을 만족한다.

## 같이 보기
- 위그너 준확률분포
- 글라우버-수다르샨 표현